# Gesang der Parzen
Gesang der Parzen (Cant de les parques), op. 89, és una peça per orquestra i cor mixt de Johannes Brahms. L'obra es basa en un text de Goethe, Iphigenie auf Tauris (que anteriorment ja hi havia estat utilitzat per una obra a quatre veus de Johann Friedrich Reichardt). Escrita en un sol moviment, fou composta l'any 1882, i estrenada a Basilea el 10 de desembre del mateix any. Sortí publicat el 1883.
Està escrita per a un cor de sis veus (contralts i baixos es divideixen en dos grups) i orquestra. La instrumentació comprèn dues flautes (un que doble el piccolo), dos oboès, dos clarinets en si♭, dos fagots, contrafagot, dues trompes en re, dues trompes en fa, dues trompetes, trombons (contralt, tenor i baix), tuba, timbales i corda.
La peça no és massa interpretada però s'ha enregistrat diverses vegades. També ha tingut els seus admiradors: Anton Webern destacava un passatge de la coda construïda a partir d'un cicle de terceres majors.